# Sabalan
Sabalan (persiska: سبلان) är ett berg i nordvästra Iran, i provinsen Ardabil. Det är en stratovulkan, som verkar ha varit aktiv in på senare delen av pleistocen. Det finns dock inga säkra tecken på att den varit aktiv även senare, under holocen. Sju glaciärer sträcker sig ner längs sluttningarna på berget, vars topp befinner sig 4 784 meter över havet.